# Pseudopanurgus asperatus
Pseudopanurgus asperatus är en biart som först beskrevs av Timberlake 1975.  Pseudopanurgus asperatus ingår i släktet Pseudopanurgus och familjen grävbin. Inga underarter finns listade i Catalogue of Life.